# Chino Torres Sy
Chino Torres Sy (ur. 18 grudnia 2000) – filipiński zapaśnik walczący w stylu wolnym. Srebrny medalista igrzysk Azji Południowo-Wschodniej w 2023. 